# Condado de Westmorland (Nuevo Brunswick)
El Condado de Westmorland (en inglés, Westmorland County; en francés Comté de Westmorland ) es un condado canadiense en Nuevo Brunswick con una población de 144.158 habitantes en 2011. Fue uno de los ocho primeros condados creados en 1785. 
El condado tiene un emergente centro comercial en la localidad de Moncton y sus cercanías. Además el condado alberga la ciudad universitaria de Sackville y la turística Shediac. 
Situado en las provincias marítimas de Canadá, es el condado más poblado de Nuevo Brunswick. El turismo y la pesca se han consolidado como dos importantes industrias cerca del Estrecho de Northumberland, y en la región del río Petitcodiac y la marisma de Tantramar, ha aparecido un importante comercio de explotación agropecuaria. 

## Divisiones censales

### Comunidades
A continuación se enlista las localidades dentro del condado con sus respectivos habitantes entre paréntesis:
| Nombre oficial  | Estatus         | Superficie km² | Población | Rango censal   |
| --------------- | --------------- | -------------- | --------- | -------------- |
| Moncton         | Ciudad          | 141.17         | 69.074    | 79 de 5.008    |
| Dieppe          | Ciudad          | 51.17          | 23.310    | 174 de 5.008   |
| Beaubassin East | Comunidad rural | 291.04         | 6.200     | 600 de 5.008   |
| Shediac         | Pueblo          | 11.97          | 6.053     | 610 de 5.008   |
| Sackville       | Pueblo          | 74.32          | 5.558     | 655 de 5.008   |
| Memramcook      | Aldea           | 185.71         | 4.831     | 727 de 5.008   |
| Cap-Pelé        | Aldea           | 23.78          | 2.256     | 1.229 de 5.008 |
| Salisbury       | Aldea           | 13.68          | 2.208     | 1.243 de 5.008 |
| Petitcodiac     | Aldea           | 17.22          | 1.429     | 1.658 de 5.008 |
| Dorchester      | Aldea           | 5.74           | 1.167     | 1.878 de 5.008 |
| Port Elgin      | Aldea           | 2.61           | 418       | 3.238 de 5.008 |

## Demografía
| Censo | Población | Cambio (%) |
| ----- | --------- | ---------- |
| 2011  | 144.158   | 8.5%       |
| 2006  | 132.849   | 6.5%       |
| 2001  | 124.688   | 3.4%       |
| 1996  | 120.531   | 5.0%       |
| 1991  | 114.745   | N/A        |

| Idioma        | Población | Porcentaje (%) |
| ------------- | --------- | -------------- |
| Inglés        | 70.945    | 54.54%         |
| Francés       | 54.860    | 42.18%         |
| Otros idiomas | 3.010     | 2.31%          |
| Bilingües     | 1.265     | 0.97%          |